# شيغيلة زحارية من النمط الثاني عشر
شيغيلة زحارية من النمط الثاني عشر (بالإنجليزية: Shigella dysenteriae type 12)‏ هي نمط بكتيري من أنماط الشيغيلة الزحارية ضمن شعبة المتقلبات.